# Johanne Andersdatter (Panter)
Johanne Andersdatter Sappi, född omkring 1400, död 1479, var en dansk adelsdam, kallad "Fru Johanne af Asdal". Hon ska enligt legenden ha suttit i riksrådet och blev en känd gestalt i dansk folklore och föremål för folkvisor. 
Hon var dotter till Anders Nielsen til Asdal och Ide Lydersdatter och medlem av den danska adelsätten Panter som förde i vapnet en schackrutad heraldisk panter , en av det dåtida Danmarks mäktigaste stormannaätter.
Eftersom hennes bröder dog som små var hon sina föräldrars arvinge, och fick många friare. Hon gifte sig först med rikshovmästarens son Hr. Bonde Due til Torp, som enligt folkvisan lät bortföra henne genom att muta hennes körsven och gifta sig med henne mot hennes familjs vilja. Då hennes förste make dog 1430 gifte hon sig med Hr. Niels Eriksen til Vinstrup (död 1447), med vilken hon blev ätten Banners anmoder: hon fick fyra barn i första äktenskapet och fjorton barn i sitt andra. 
Genom sin rikedom och sina personliga egenskaper intog hon en dominant plats i Danmarks dåvarande adel. Uppgiften att hon ska ha varit medlem av riksrådet är inte korrekt, men i ett dokument från 1462 räknades hon i rang före biskopen av Børglum och betecknas som Høvedsmand i Vendsyssel. Hon avled i Dueholm Kloster i Nykøbing Mors, som hon länge gynnat, och där hon också blev begravd.